# Zdeněk Zlámal
Zdeněk Zlámal (Přerov, 5 novembre 1985) è un calciatore ceco, portiere dell'Hodolany.

## Carriera

### Club

#### Inizi
Comincia la sua carriera con lo Spartak Hulin, per poi passare nel 2004 all'Hanácká Slavia Kroměříž.

Nel 2006 viene acquistato da uno dei maggiori club della Repubblica Ceca, lo Sparta Praga, ma viene subito ceduto in prestito al Tescoma Zlín.

#### Affermazione allo Slovan Liberec, passaggio all'Udinese e vari prestiti
Nel 2007 approda allo Slovan Liberec dove resta per due anni riuscendo a conquistare la Nazionale maggiore e facendosi notare dagli osservatori dell'Udinese che lo acquistano nell'estate 2009. Il club italiano, avendo già tre portieri in rosa, lo cede in prestito al Cadice, club di seconda divisione spagnola.
Nell'estate 2010 passa allo Slavia Praga. Nell'estate 2011 il Bari ne acquista la comproprietà dalla società friulana ma il 31 agosto lascia la squadra biancorossa per alcuni dissapori con la piazza.

#### Sigma Olomouc
Si trasferisce così subito in prestito al Sigma Olomouc dove contribuisce alla vittoria finale della coppa nazionale.
Il 22 giugno 2012 l'Udinese rileva l'altra metà del cartellino del giocatore dal Bari e cede definitivamente il giocatore al Sigma Olomouc con il quale il giocatore firma un contratto triennale.

#### Bohemians 1905
A scadenze del contratto con il Sigma Olomouc, si trasferisce al Bohemians 1905.

#### Hearts e St. Mirren
Nel 2018 si trasferisce allo Hearts, club scozzese, che lo cede in prestito al St. Mirren per 7 giorni, dopo la positività di tutti e tre i portieri della squadra scozzese al COVID-19.

### Nazionale
Ha fatto parte della Nazionale di calcio della Repubblica Ceca Under-21 dal 2006 al 2007, con la quale ha disputato il Campionato europeo di calcio Under-21 2007.
Debutta con la Nazionale maggiore nel maggio del 2009 nel match contro Malta.

## Palmarès

### Club

#### Competizioni nazionali
- Coppa della Repubblica Ceca: 1

Sigma Olomouc: 2011-2012

## Statistiche

### Cronologia presenze e reti in nazionale
| Cronologia completa delle presenze e delle reti in nazionale ― Rep. Ceca | Cronologia completa delle presenze e delle reti in nazionale ― Rep. Ceca | Cronologia completa delle presenze e delle reti in nazionale ― Rep. Ceca | Cronologia completa delle presenze e delle reti in nazionale ― Rep. Ceca | Cronologia completa delle presenze e delle reti in nazionale ― Rep. Ceca | Cronologia completa delle presenze e delle reti in nazionale ― Rep. Ceca | Cronologia completa delle presenze e delle reti in nazionale ― Rep. Ceca | Cronologia completa delle presenze e delle reti in nazionale ― Rep. Ceca |
| Data                                                                     | Città                                                                    | In casa                                                                  | Risultato                                                                | Ospiti                                                                   | Competizione                                                             | Reti                                                                     | Note                                                                     |
| ------------------------------------------------------------------------ | ------------------------------------------------------------------------ | ------------------------------------------------------------------------ | ------------------------------------------------------------------------ | ------------------------------------------------------------------------ | ------------------------------------------------------------------------ | ------------------------------------------------------------------------ | ------------------------------------------------------------------------ |
| 5-6-2009                                                                 | Jablonec nad Nisou                                                       | Rep. Ceca                                                                | 1 – 0                                                                    | Malta                                                                    | Amichevole                                                               | -                                                                        | 46’                                                                      |
| Totale                                                                   |                                                                          | Presenze                                                                 | 1                                                                        |                                                                          | Reti                                                                     | 0                                                                        |                                                                          |